# Пространство основных функций
Пространство основных функций — структура, с помощью которой строится пространство обобщённых функций (пространство линейных функционалов на пространстве основных функций).
Обобщённые функции имеют большое значение в математической физике, а пространство основных функций используется как основа для строительства обобщённых функций (формально это область определения соответствующих обобщенных функций). Дифференциальные уравнения рассматриваются в т. н. слабом смысле, то есть рассматривается не поточечное равенство, а равенство соответствующих регулярных линейных функционалов на подходящем пространстве основных функций. См. пространства Соболева.
Обычно в качестве пространства основных функций {\displaystyle {\mathcal {D}}(\Omega )} выбирается пространство бесконечно дифференцируемых функций с компактным носителем (т. н. финитных функций) {\displaystyle C_{0}^{\infty }(\Omega )}, на котором вводится следующая сходимость (а значит и топология):
Последовательность {\displaystyle \left\{u_{j}\right\}_{j=1}^{\infty }\subset {\mathcal {D}}(\Omega )} сходится к {\displaystyle u\in {\mathcal {D}}(\Omega )}, если:
1. Функции {\displaystyle u_{j}} равномерно финитны, то есть {\displaystyle \exists K} — компакт в {\displaystyle \Omega } и в том числе {\displaystyle \forall j\;\mathrm {supp} \,u_{j}\subset K}.
2. {\displaystyle \forall \alpha \;D^{\alpha }u_{j}(x)\to D^{\alpha }u(x)} равномерно по {\displaystyle x}.

Здесь {\displaystyle \Omega } — ограниченная область в {\displaystyle \mathbb {R} ^{n}}.
Для вопросов преобразования Фурье используются обобщённые функции медленного роста. Для них в качестве основного выбирается класс Шварца {\displaystyle {\mathcal {S}}={\mathcal {S}}(\mathbb {R} ^{n})} — бесконечно гладких на {\displaystyle \mathbb {R} ^{n}} функций, убывающих при {\displaystyle |x|\to \infty } быстрее любой степени {\displaystyle |x|^{-k}} вместе со всеми своими производными. Сходимость на нём определяется следующим образом: последовательность функций {\displaystyle \phi _{1},\phi _{2},\dots } сходится к {\displaystyle \phi ^{*}}, если
{\displaystyle \forall \alpha ,\beta \in \mathbb {N} \ |x|^{\alpha }D^{\beta }\phi _{j}(x)\to |x|^{\alpha }D^{\beta }\phi ^{*}(x)} равномерно по {\displaystyle x}.
Выбор класса Шварца для построения преобразования Фурье на пространстве обобщенных функций обуславливается тем, что преобразование Фурье является автоморфизмом на классе Шварца.